# Хыжа (Люблинское воеводство)
Хыжа (пол. Chyża) — деревня в Замойском повете Люблинского воеводства Польши. Входит в состав гмины Замость. Находится примерно в 3 км к северо-западу от центра города Замосць. По данным переписи 2011 года, в деревне проживало 485 человек.
В 1975—1998 годах деревня входила в состав Замойского воеводства.

## Население
Демографическая структура по состоянию на 31 марта 2011 года:
|         | Всего | До трудоспособного возраста | Трудоспособного возраста | Старше трудоспособного возраста |
| ------- | ----- | --------------------------- | ------------------------ | ------------------------------- |
| Мужчины | 226   | 33                          | 165                      | 28                              |
| Женщины | 259   | 32                          | 162                      | 65                              |
| Всего   | 485   | 65                          | 327                      | 93                              |